# Markowszczyzna (rejon wołożyński)
Markowszczyzna – dawny zaścianek. Tereny, na których leżał, znajdują się obecnie na Białorusi, w obwodzie mińskim, w rejonie wołożyńskim.

## Historia
W czasach zaborów zaścianek w powiecie wilejskim, w guberni wileńskiej Imperium Rosyjskiego.
W latach 1921–1945 zaścianek leżał w Polsce, w województwie wileńskim, w powiecie wilejskim, od 1927 roku w powiecie mołodeczańskim, w gminie Gródek.
Powszechny Spis Ludności z 1921 roku nie podał danych dotyczących miejscowości. W 1931 w 3 domach zamieszkiwało 21 osób.